# 郑杰民
郑杰民（1947年—），浙江宁波人，汉族，中华人民共和国政治人物、第十一届全国人民代表大会浙江地区代表。
毕业于杭州大学生物系，是中共党员。担任宁波市人大常委会副主任。2008年起担任全国人大代表。